# Vanceburg
Vanceburg és una població dels Estats Units a l'estat de Kentucky. Segons el cens del 2000 tenia 1.731 habitants.

## Demografia
Segons el cens del 2000, Vanceburg tenia 1.731 habitants, 672 habitatges, i 411 famílies. La densitat de població era de 581,2 habitants/km².
Dels 672 habitatges en un 29,3% hi vivien nens de menys de 18 anys, en un 40,9% hi vivien parelles casades, en un 15,5% dones solteres, i en un 38,7% no eren unitats familiars. En el 35,9% dels habitatges hi vivien persones soles el 15,9% de les quals corresponia a persones de 65 anys o més que vivien soles. El nombre mitjà de persones vivint en cada habitatge era de 2,29 i el nombre mitjà de persones que vivien en cada família era de 2,93.
Per edats la població es repartia de la següent manera: un 22,8% tenia menys de 18 anys, un 10,7% entre 18 i 24, un 28,2% entre 25 i 44, un 20,7% de 45 a 60 i un 17,7% 65 anys o més.
L'edat mediana era de 37 anys. Per cada 100 dones de 18 o més anys hi havia 89,6 homes.
La renda mediana per habitatge era de 15.938 $ i la renda mediana per família de 20.000 $. Els homes tenien una renda mediana de 18.409 $ mentre que les dones 18.750 $. La renda per capita de la població era de 9.275 $. Entorn del 32,9% de les famílies i el 37,6% de la població estaven per davall del llindar de pobresa.

## Poblacions més properes
El següent diagrama mostra les poblacions més properes.